# Убийства на возвышенности «Западная Меса»
 Убийства на возвышенности «Западная Меса» — серия убийств девушек и женщин, совершенных в период с 2001 по 2005 год на территории города Альбукерке в штате Нью-Мексико. В 2009 году в южной части города на территории возвышенности под названием «Западная Меса» были найдены останки 11 женщин, похороненных в пустынной местности. Убийца получил прозвище «Собиратель костей из Западной Месы» (англ. «West Mesa Bone Collector»). В ходе дальнейшего расследования личность серийного убийцы так и не была установлена.

## Хронология событий
Территория возвышенности «Западная Меса» с начала 2006 года подверглась комплексной жилой застройке. В 2008 году из-за расположения многочисленных балок на территории застройщиком была создана дренажная система для отвода ливневой воды во избежание возможных наводнений, после чего в феврале 2009 года одной из местных жительниц по имени Кристин Росс в районе строительства была найдена человеческая кость. Женщина вызвала полицию, которая в ходе расследования провела эксгумационные работы, в результате которых были обнаружены останки 11 женщин и девушек в возрасте от 15 до 32 лет.

## Расследование
На спутниковых фотоснимках территории «Западная Меса», сделанных с 2003 по 2005 год, были обнаружены многочисленные объемные следы, оставленные протекторами шин автомобиля и изменения в рельефе почвы. Впоследствии на основании анализа фотоснимков было установлено, что активность неустановленного серийного убийцы в районе обнаружения тел пришлась в период с 2003 по 2005 год.
Жертвами убийцы были девушки и молодые женщины в возрасте от 15 до 32 лет. Они (за исключением 15-летней Джейми Барелы) занимались проституцией и увлекались наркотическими веществами. Все они пропали без вести в период с 2001 по 2005 годы. Осенью 2009 года большинство из них были идентифицированы с помощью различных способов. 15-летняя Силлэния Эдвардс, которая была идентифицирована на основании анатомического исследования рентгеновских снимков челюстей, была единственной чернокожей и уроженкой города Лотон, штат Оклахома. Остальные жертвы были девушками латиноамериканского происхождения и уроженцами Альбукерке, одна из которых, впоследствии идентифицированная как 22-летняя Мишель Вальдез — находилась на четвёртом месяце беременности.
Жертвы (подтверждённые):
- Джейми Катерина Барела (15 лет. Двоюродная сестра Эвелин Салазар). Пропала вместе с Эвелин Салазар 26 марта 2004 года.
- Моника Диана Канделария (22 года). Пропала 15 мая 2003 года.
- Виктория Энн Чавес (26 лет). Пропала 5 июня 2003 года.
- Вирджиния Кловен (24 года). Пропала 13 апреля 2004 года.
- Силлэния Терен Эдвардс (15 лет). Пропала 17 августа 2003 года.
- Синнамон Элкс (32 года). Пропала 20 августа 2004 года.
- Дорин Маркес (24 года). Пропала без вести 10 октября 2003 года.
- Джули Синди Ньето (24 года). Пропала 15 июля 2004 года.
- Вероника Ромеро (28 лет). Пропала 14 февраля 2004 года.
- Эвелин Хесусмария Салазар (27 лет. Двоюродная сестра Джейми Барелы). Пропала вместе с Джейми Барелой 26 марта 2004 года.
- Мишель Джина Вальдез (22 года). Пропала без вести 22 сентября 2004 года.

### Предполагаемые жертвы
До 2009 года детектив Ида Лопес составила список женщин из Альбукерке, пропавших без вести в период с 2001 по 2006 год. Они так и не были найдены, что вызывает опасения, что жертв может быть больше. В списке пропавших оказались:
- Дарлин Мари Трухильо (20 лет). Её в последний раз видели 4 июля 2001 года.
- Марта Джо Люшер (32 лет). Её в последний раз видели 3 сентября 2003 года.
- Анна Лав Виджил (20 лет). Её в последний раз видели 21 января 2005 года.
- Фелипа Виктория Гонсалес (22 года). Её в последний раз видели 27 апреля 2005 года.
- Нина Бренда Херрон (21 год). Её в последний раз видели 14 мая 2005 года.
- Джиллиан Элизабет Хендерсон-Ортис (19 лет). Её в последний раз видели 16 января 2006 года.
- Шонтелл Моник Уэйтс (29 лет). Её в последний раз видели 15 марта 2006 года.
- Лия Рейчел Пиблз (23 года). Её в последний раз видели 5 мая 2006 года.
- Ванесса Рид (24 года). Её в последний раз видели 13 июня 2006 года.

## Подозреваемые
В последующие годы под подозрение полиции в качестве виновного в совершении серийных убийств попало несколько человек. Осужденный серийный убийца Скотт Ли Кимбэл, действовавший на территории штатов Колорадо и Юта, в декабре 2010 года проверялся на причастность к совершению убийств, но в конечном счете доказательств этому не нашлось. Сам Кимбэл категорически настаивал на своей невиновности.
Сутенером ряда убитых девушек являлся местный житель Фред Рейнольдс, который умер в январе 2009 года в возрасте 60 лет. После обнаружения тел он стал рассматриваться как подозреваемый, в связи с чем в 2010 году был проведен обыск его апартаментов. Среди его личных вещей было обнаружено несколько десятков фотоснимков молодых девушек, на некоторых из них были изображены те, кто стал жертвой неизвестного убийцы. Но несмотря на это, впоследствии никаких других улик, изобличающих Рейнольдса в совершении убийств, найдено не было.
Одним из основных подозреваемых являлся ещё один местный житель Лоренцо Монтойя, печатник из типографии, которого дважды арестовывали за жестокие нападения на проституток и за угрозу убить свою девушку и закопать её в извести. Его коллеги рассказали, что он говорил об убийстве женщин и захоронении их в «Западной Месе». Изучив спутниковые фотоснимки, следствие на основании криминалистического исследования следов транспортных средств установило, что многочисленные следы от протектора шин автомобиля, обнаруженные на месте захоронения тел, ведут к трейлеру Монтойи, который находился на расстоянии 3 миль от этого места. В период с 2003 по 2006 год Монтойя неоднократно посещал на своем автомобиле местность, где впоследствии были найдены останки пропавших без вести. В декабре 2006 года 39-летний Монтойя заманил в свой трейлер 19-летнюю проститутку Шерику Хилл и совершил на неё нападение, в ходе которого задушил её, но всего через час парень убитой, 18-летний Фредерик Уильямс явился в трейлер Монтойи, где после обнаружения тела Хилл между мужчинами завязалась ожесточенная борьба, в ходе которой Монтойя был застрелен. Полиция заявила, что не верит, что это был первый раз, когда Монтойя кого-то убил, поскольку по их мнению убийство было «слишком жестоким». Предположительно, после его смерти исчезновения секс-работниц прекратились.
В 2014 году в качестве подозреваемого стал рассматриваться ещё один местный житель — 57-летний преступник Джозеф Бли, который в период с конца 1980-х годов по начало 1990-х годов совершил в Альбукерке серию изнасилований девочек, проживающих рядом со школой McKinley Middle School, благодаря чему получил прозвище «Растлитель из средней школы» (англ «Mid-School Molester»). В 2010 году на основании ДНК-тестирования его виновность в совершении изнасилований детей была доказана, на основании чего в 2015 году он был осужден и получил в качестве наказания 36 лет лишения свободы. В ходе расследования было выяснено, что Джозеф Бли занимался ландшафтным дизайном и декоративным садоводством, для чего совершал заказы декоративных растений из штата Калифорния. Во время раскопок останков жертв серийного убийцы в «Западной Месе» рядом с останками одной из жертв были обнаружены пластиковые бирки для маркировки растений, которые содержали отпечатки пальцев Джозефа Бли. После осуждения он, будучи в тюрьме, был допрошен, но никаких обвинений ему предъявлено не было, несмотря на существование ряда косвенных улик и ряда не совсем достоверных показаний, изобличающих его в причастности к серийным убийствам.